# Naissance en 1916
Naissance
- 1912
- 1913
- 1914
- 1915
- 1916
- 1917
- 1918
- 1919
- 1920

Cette page dresse une liste de personnalités nées au cours de l'année 1916 présentée dans l'ordre chronologique.
La liste des personnes référencées dans Wikipédia est disponible dans la page de la Catégorie: Naissance en 1916.

## Janvier
- 1er janvier :
  - Roger Lambrecht, coureur cycliste belge († 4 août 1979).
  - Wang Dongxing, principal garde du corps de Mao Zedong durant la révolution culturelle († 21 août 2015).
- 2 janvier : Omo-Oba Adenrele Ademola, princesse et infirmière nigériane († ?).
- 3 janvier :
  - Mag Bodard, productrice de cinéma et de télévision française († 26 février 2019).
  - Antonio Estévez, musicien, compositeur et chef d'orchestre classique vénézuélien († 26 novembre 1988).
- 7 janvier :
  - Paul Keres, joueur d'échecs († 5 juin 1975).
  - Ignacio Llácer, footballeur espagnol († 2 mars 1986).
  - Gerrit Schulte, coureur cycliste néerlandais († 26 février 1992).
- 10 janvier : 
  - Cheng Heng, homme politique cambodgien († 15 mars 1996).
  - Bernard Dadié, écrivain et homme politique ivoirien († 9 mars 2019).
- 11 janvier : 
  - Bernard Blier, acteur français († 29 mars 1989).
  - Zikmund Schul, compositeur allemand († 2 juin 1944).
- 12 janvier :
  - Mary Wilson, Lady Wilson de Rievaulx, épouse du Premier ministre du Royaume-Uni († 6 juin 2018).
  - Pieter Willem Botha, homme politique sud-africain († 31 octobre 2006).
  - Michel de Saint Pierre, écrivain français († 19 juin 1987).
- 17 janvier : William Bowers, scénariste américain († 27 mars 1987).
- 19 janvier :
  - Harry Huskey, ingénieur informaticien américain († 9 avril 2017).
  - Louis Simonneaux, évêque catholique français, évêque émérite de Versailles († 22 janvier 2009).
- 20 janvier : Mouloud Gaïd, historien, écrivain et militant syndicaliste algérien († 5 décembre 2000).
- 21 janvier :
  - Miquel Asins, compositeur espagnol d'origine catalane († 26 octobre 1996).
  - Andrew Deoki, avocat et homme politique fidjien († 12 juin 1985).
  - Renaat Van Elslande, homme politique belge († 21 décembre 2000).
- 22 janvier : Henri Dutilleux, compositeur français († 22 mai 2013).
- 23 janvier : David Douglas Duncan, photojournaliste de guerre américain († 7 juin 2018).
- 24 janvier : Jean Marzelle, peintre français († 11 août 2005).
- 26 janvier : Giuseppe Maria Scotese, réalisateur, scénariste et peintre italien († 19 mai 2002).
- 30 janvier : René Léraud, peintre, graveur et sculpteur français († 14 mars 2010).
- 31 janvier : 
  - Aboubacar Sangoulé Lamizana, militaire et homme d'État de Haute-Volta († 26 mai 2005).
  - Enrique Alvear Urrutia, évêque catholique chilien (+ 29 avril 1982).

## Février
- 1er février : Bruce Gordon, acteur américain († 20 janvier 2011).
- 2 février :
  - John Bridgeman, sculpteur britannique († 29 décembre 2004).
  - Jean Hamelin, homme politique français († 19 décembre 1987).
- 3 février :
  - Jean Margéot, cardinal mauricien, archevêque émérite de Port-Louis († 17 juillet 2009).
  - Michel Menu, résistant, ingénieur et auteur français († 2 mars 2015).
- 4 février : Pudlo Pudlat, dessinateur, peintre et graveur inuit canadien († 28 décembre 1992).
- 7 février : Earl B. Ruth, homme politique américain († 15 août 1989).
- 9 février : Cino Cinelli, coureur cycliste italien († 20 avril 2001).
- 12 février : Lucien Harmegnies, homme politique belge († 18 février 1994).
- 13 février : 
  - James Griffith, acteur et scénariste américain († 17 septembre 1993).
  - Adolphe Cieslarczyk, sculpteur, peintre et graveur français († 25 février 2024).
- 14 février : Marcel Bigeard, général français († 18 juin 2010).
- 15 février :
  - Mary Jane Croft, actrice américaine († 24 août 1999).
  - Erik Thommesen, sculpteur danois († 22 août 2008).
- 16 février : 
  - Damián Iguacén Borau, évêque espagnol († 24 novembre 2020).
  - Karl Brunner, économiste suisse († 9 mai 1989).
- 17 février : Gilberte Géniat, actrice française († 28 juin 1986).
- 18 février : Jean Drapeau, avocat, homme politique canadien, maire de Montréal († 12 août 1999).
- 20 février :
  - Julius Juzeliūnas, compositeur et pédagogue lituanien († 15 juin 2001).
  - Jean Erdman Campbell, danseuse et chorégraphe américaine († 4 mai 2020).
- 21 février : Roger Montané, peintre français († 14 juillet 2002).
- 22 février : Riza Lushta, footballeur albanais († 6 février 1997).
- 25 février : André Aumonier, président français d'associations († 14 octobre 2004).
- 26 février : Jackie Gleason, acteur compositeur, producteur, scénariste et réalisateur américain († 24 juin 1987).
- 28 février : Svend Asmussen, violoniste danois († 7 février 2017).

## Mars

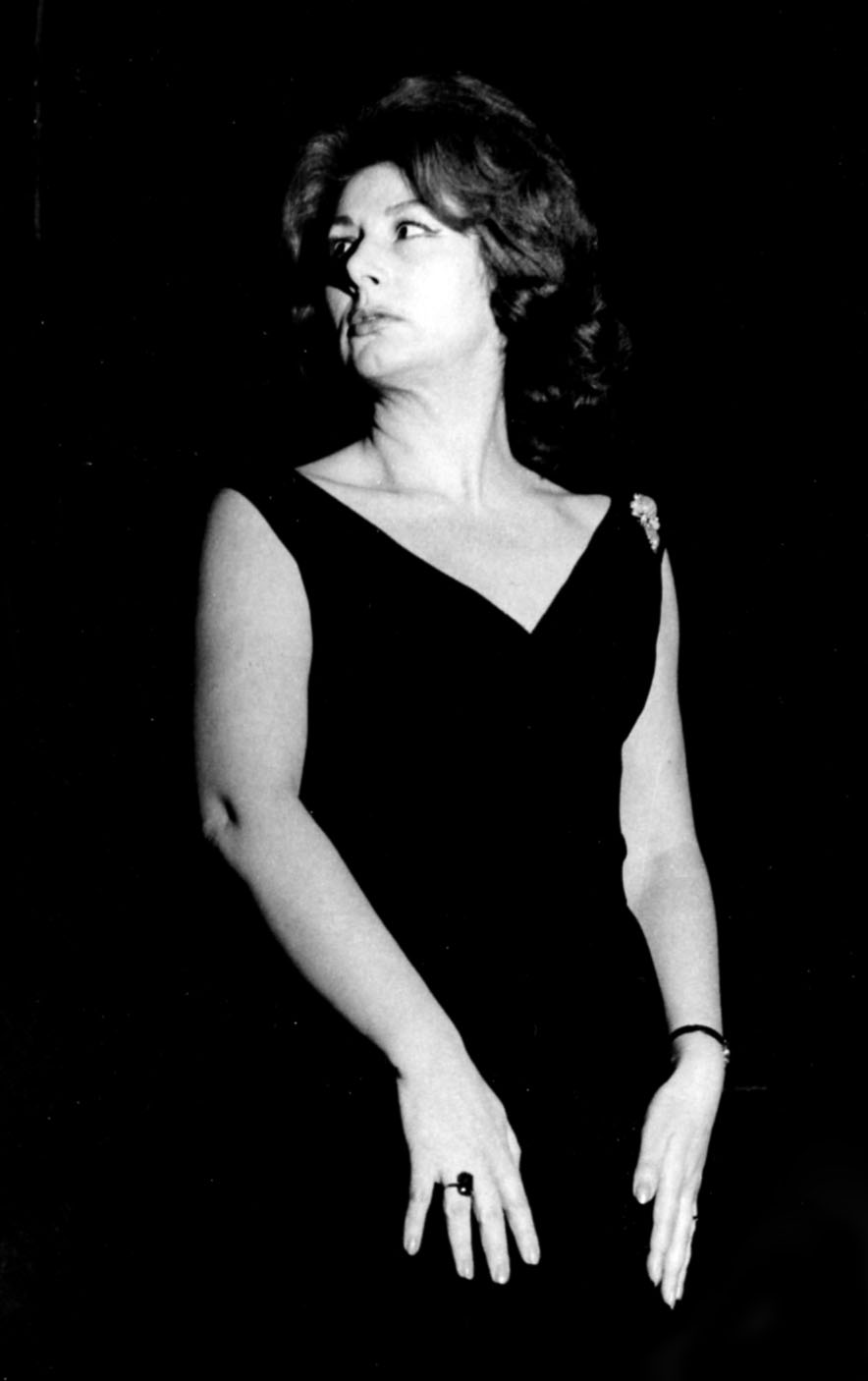
Anna Maria Bottini

- 1er mars : Man Kaur, athlète indienne († 31 juillet 2021).
- 4 mars :
  - Giorgio Bassani, romancier, poète et essayiste italien († 13 avril 2000).
  - Michael Howard, comédien britannique  († 18 février 1988).
- 13 mars :
- Jacque Fresco, autodidacte, ingénieur de structures, architecte designer, designer et éducateur américain († 18 mai 2017).
- Mohamed Tahar Abidi, révolutionnaire algérien († 23 février 1998).
- 15 mars : Frank Coghlan Jr., acteur américain († 7 septembre 2009).
- 16 mars : Jusuf Vrioni, homme politique et traducteur albanais († 1er juin 2001).
- 17 mars : Volodia Teitelboim, avocat, homme politique et auteur chilien († 31 janvier 2008).
- 18 mars : Arie van Vliet, coureur cycliste néerlandais († 9 juillet 2001).
- 20 mars : Pierre Messmer, homme d'État français († 29 août 2007).
- 21 mars : Bismillah Khan, musicien indien († 21 août 2006).
- 24 mars : Anna Maria Bottini, actrice italienne († 9 août 2020).
- 25 mars : Eugène Moke, évêque catholique congolais († 6 avril 2015).
- 26 mars : Gabriel Dormois, entraîneur de football français († 19 août 2003).
- 29 mars : Sam Beazley, acteur anglais(† 12 juin 2017).
- 31 mars :
  - Elias Melul, joueur et entraîneur de football français († 5 juin 1980).
  - Elaine Feldman, personnalité publique irlandaise († 19 octobre 2006).

## Avril
- 1er avril : Sheila May Edmonds, mathématicienne britannique († 2 septembre 2002).
- 2 avril : Oleg Lundstrem, jazzman russe († 14 octobre 2005).
- 4 avril : Robert Charpentier, coureur cycliste français († 29 octobre 1966).
- 5 avril :
  - Pierre Cour, parolier français († 22 décembre 1995).
  - Gregory Peck, acteur américain († 12 juin 2003).
- 7 avril : Anthony Caruso, acteur américain († 4 avril 2003).
- 10 avril :
  - John Alderson, acteur anglais († 4 août 2006).
  - Alfie Bass, acteur anglais († 15 juillet 1987).
  - Emmanuel Mbela Lifafe Endeley, homme politique camerounais  († juin 1988).
- 12 avril : Beverly Cleary, écrivaine américaine († 25 mars 2021).
- 17 avril : Sirimavo Bandaranaike, femme politique sri lankaise († 10 octobre 2000).
- 18 avril :
  - Jean Cardon, footballeur français († 6 juin 2010).
  - Joaquin Valle, footballeur espagnol († 23 décembre 1980).
- 19 avril :
- Delio Rodriguez, coureur cycliste espagnol († 14 janvier 1994).
- Chhean Vam, homme politique cambodgien († 16 janvier 2000).
- 22 avril : Yehudi Menuhin, violoniste américain († 12 mars 1999).
  - Yvette Lundy, résistante française († 3 novembre 2019).
- 23 avril : Yiánnis Móralis, peintre grec († 20 décembre 2009).
- 24 avril :
  - Michael Pertwee, acteur, dramaturge, scénariste et producteur de cinéma britannique († 17 avril 1991).
  - Josef Wagner, coureur cycliste suisse († 25 septembre 2003).
- 25 avril : Joseph Goutorbe, coureur cycliste français († 14 mars 2002).
- 26 avril :
- Primo Volpi, coureur cycliste italien († 28 novembre 2006).
- 27 avril : Jan Rychlík, compositeur austro-hongrois puis tchécoslovaque († 20 janvier 1964).
- 28 avril : 
  - Paulette Coquatrix, costumière française († 28 mai 2018).
  - Ferruccio Lamborghini, industriel italien, fondateur de Lamborghini († 20 février 1993).
- 29 avril :
  - Tony Agostini, peintre et lithographe français († 30 mai 1990).
  - Zdenek Seydl, peintre, pastelliste, graveur et illustrateur austro-hongrois puis tchécoslovaque († 17 juin 1978).
- 30 avril : Phil Brown, acteur américain († 9 février 2006).

## Mai
- 1er mai : Glenn Ford, acteur américain  d'origine canadienne († 30 août 2006).
- 3 mai : Robert van Eyck, peintre et poète hollandais († 19 décembre 1991).
- 5 mai : Doris Lusk, peintre, potière et professeur d'université néo-zélandaise († 14 avril 1990).
- 6 mai : Geneviève Callerot, agricultrice et romancière française († 16 janvier 2025).
- 7 mai :
  - George Carl, humoriste et clown américain d'origine italienne († 1er janvier 2000).
  - André de Peretti, pédagogue, homme politique, psychosociologue et écrivain français († 6 septembre 2017).
- 8 mai :
  - João Havelange, avocat et dirigeant sportif brésilien († 16 août 2016).
  - Jens Risom, designer danois de mobilier († 9 décembre 2016).
- 10 mai : Barry Diawadou, homme politique guinéen († 1er juillet 1973).
- 11 mai : Camilo José Cela, écrivain espagnol († 17 janvier 2002).
- 16 mai : Margaret Ursula Jones, archéologue britannique († 23 mars 2001).
- 17 mai :
  - Jenő Fock, homme d'État hongrois († 22 mai 2001).
  - Paul Quinichette, saxophoniste de jazz américain († 25 mai 1983).
- 20 mai : Owen Chadwick, professeur, écrivain, et historien du christianisme britannique († 17 juillet 2015).
- 22 mai : Rupert Davies, acteur anglais († 22 novembre 1976).
- 26 mai :
  - Edmond Delathouwer, coureur cycliste belge († 16 août 1994).
  - Louis Thomas Hardin dit Moondog, musicien américain aveugle († 8 septembre 1999).
  - Halil İnalcık, historien turc spécialiste de l'Empire ottoman († 25 juillet 2016).
- 27 mai : Willie Best, acteur et compositeur américain († 27 février 1962).
- 31 mai : 
  - Bernard Lewis, historien britannique († 19 mai 2018).
  - Rolande Trempé, historienne française († 12 avril 2016).
  - Pierre Garonnaire, footballeur puis recruteur français († 8 juillet 1998).

## Juin
- 1er juin : Jean Jérôme Hamer, cardinal belge de la curie romaine († 2 décembre 1996).
- 5 juin : Charles Nicolas, joueur et entraîneur de football français († 1er mai 1984).
- 8 juin : Luigi Comencini, réalisateur italien († 6 avril 2007).
- 12 juin :
  - Irwin Allen, réalisateur, producteur, scénariste américain († 2 novembre 1991).
  - Salvador Galvany, footballeur espagnol († 9 juin 1974).
- 15 juin :
  - Alice Jaquet, peintre, dessinatrice et illustratrice suisse  († 30 août 1990).
  - Francis Lopez, compositeur français († 5 janvier 1995).
- 17 juin :
  - Einar Englund, compositeur finlandais († 27 juin 1999).
  - Terry Gilkyson, musicien, chanteur, compositeur et parolier américain († 15 octobre 1999).
- 18 juin : Julio César Turbay Ayala, homme d'État colombien († 13 septembre 2005).
- 20 juin : Jean-Jacques Bertrand, premier ministre du Québec († 22 février 1973).
- 21 juin : John Ngu Foncha, homme politique camerounais († 10 avril 1999).
- 22 juin :
  - John Craven, acteur américain († 24 novembre 1995).
  - Emil Fackenheim, philosophe et rabbin réformé allemand († 18 septembre 2003).
  - Pericle Luigi Giovannetti, peintre et illustrateur suisse d’origine italienne († 19 août 2001).
- 24 juin : Pierre Maillard, diplomate français († 22 juillet 2018).
- 26 juin : Charles Morel, militaire français († 30 décembre 2015).
- 29 juin :
  - Paul Stecken, entraîneur de chevaux, de cavaliers et instructeur allemand († 15 septembre 2016).
  - Ruth Warrick, actrice américaine († 15 janvier 2005).

## Juillet
- 1er juillet :
- Olivia de Havilland, actrice américaine († 26 juillet 2020).
- Lise Enjalbert, professeure de virologie, peintre et historienne française († 22 mars 2015).Olivia de Havilland
- 2 juillet :

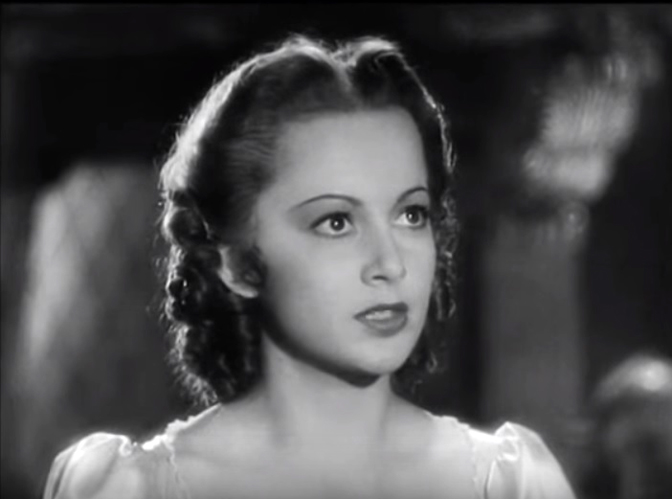
Olivia de Havilland

  - Carlo Zinelli, peintre italien († 27 janvier 1974).
  - Ken Curtis, acteur, chanteur et producteur américain († 28 avril 1991).
- 3 juillet : John Kundla, entraîneur de basket-ball américain († 23 juillet 2017).
- 4 juillet : Iva Toguri D'Aquino, animatrice de radio américaine d'origine japonaise († 26 septembre 2006).
- 5 juillet :
  - François Lanzi, peintre français († 13 novembre 1988).
  - Lívia Rév, pianiste hongroise († 28 mars 2018).
- 7 juillet : 
  - Chia-Chiao Lin, mathématicien américain né chinois († 13 janvier 2013)
  - Luc Peire, peintre et graveur belge († 7 avril 1994).
- 8 juillet : Denise Clair, à Paris, actrice française († 16 novembre 1970).
- 9 juillet :
  - Edward Heath, homme d’État britannique; Premier ministre du Royaume-Uni († 17 juillet 2005).
  - Gilbert Rouget, ethnomusicologue français, directeur de recherche honoraire au CNRS († 8 novembre 2017).
- 10 juillet : Harry Gourlay, personnalité politique britannique († 20 avril 1987).
- 11 juillet : 
  - Alexandre Mikhaïlovitch Prokhorov, physicien soviétique/russe († 5 décembre 2017).
  - Gough Whitlam, homme d'État travailliste; premier ministre d'Australie († 20 octobre 2014).
- 14 juillet : Phyllis Stedman, femme politique britannique († 8 juin 1996).
- 16 juillet : Victor Fontana, homme politique brésilien († 5 décembre 2017).
- 18 juillet : 
  - Charles Kittel, physicien américain († 15 mai 2019).
  - Lucien Storme, coureur cycliste belge († 10 avril 1945).
- 19 juillet : 
  - Alice Gillig, cheftaine des Guides de France et résistante française († 11 novembre 2011).
  - Albert Hendrickx, coureur cycliste belge († 13 mai 1990).
- 20 juillet : Jean-Marie Rückebusch, peintre aquarelliste français († 13 juillet 1984).
- 22 juillet : Marcel Cerdan, boxeur français († 28 octobre 1949).
- 23 juillet : Pierre Pibarot, joueur et entraîneur de football français († 26 novembre 1981).
- 29 juillet : Alice Sapritch, comédienne française († 24 mars 1990).
- 30 juillet :
  - Dick Wilson, acteur américain († 19 novembre 2017).
  - Mario Prassinos, peintre non figuratif français d'origine grecque († 23 octobre 1985).
- 31 juillet :
  - Sydney Tafler, acteur britannique († 8 novembre 1979).
  - Ignacio Trelles, entraîneur de football mexicain († 24 mars 2020).

## Août
- 1er août :

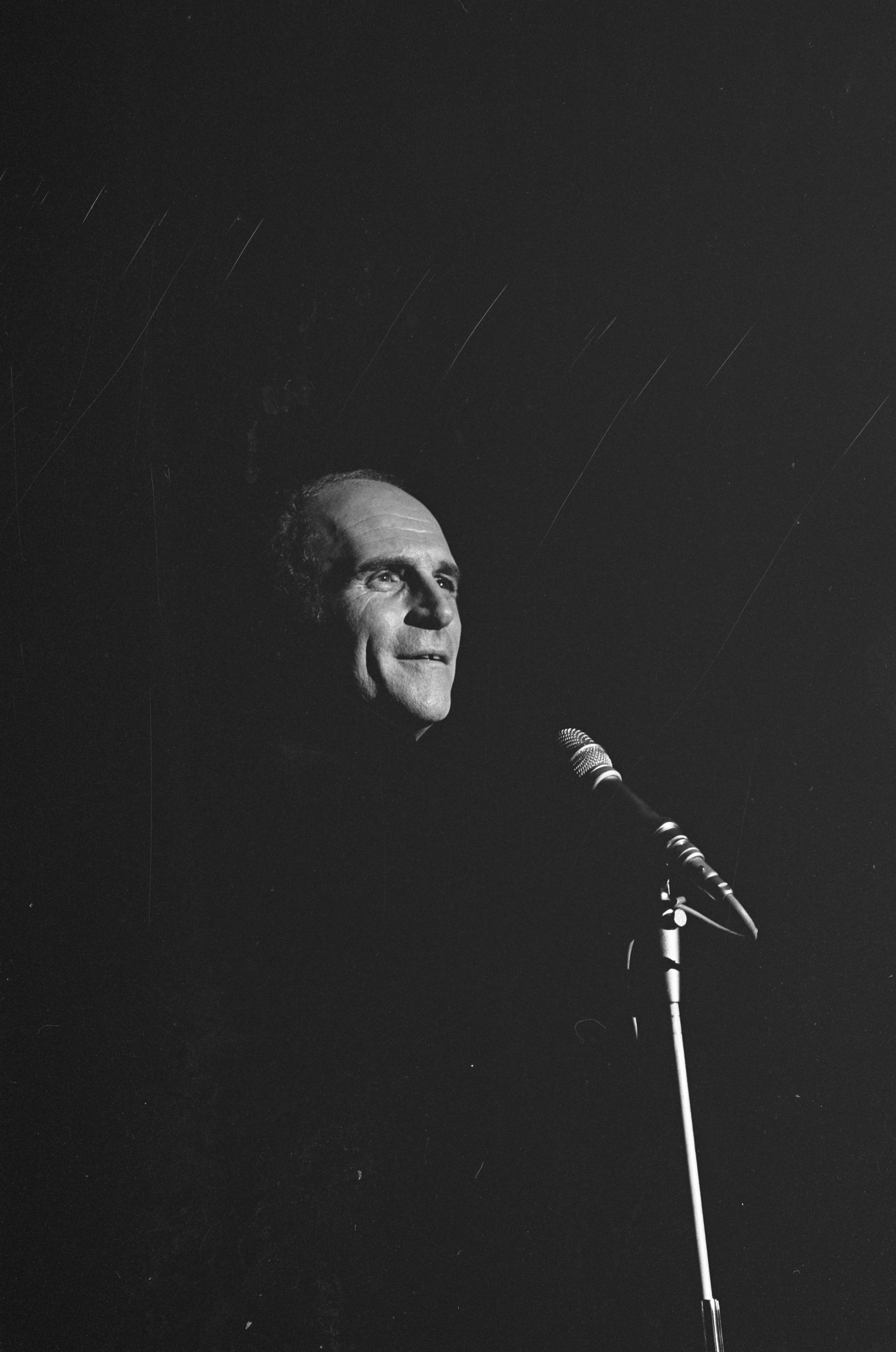
Léo Ferré

  - Fiorenzo Angelini, cardinal italien, président émérite du Conseil pontifical pour la santé († 22 novembre 2014).
  - Olimpio Bizzi, coureur cycliste italien († 3 août 1976).
  - Anne Hébert, poète et romancière québécoise († 22 janvier 2000).
- 2 août : 
  - Zein al-Sharaf Talal, Reine de Jordanie († 26 avril 1994).
  - Edgar Buchwalder, coureur cycliste suisse († 9 avril 2009).
  - Camille Hilaire, peintre, lithographe, vitrailliste, tapissier et mosaïste français († 7 juin 2004).
  - Alfonso Ossorio, peintre américano-philippin  († 5 décembre 1990).
- 5 août : Yves Nonen, Compagnon de la Libération († 24 novembre 1944).
- 7 août : Lawrence T. Picachy, cardinal indien, jésuite et archevêque de Calcutta († 30 novembre 1992).
- 8 août : Shigeo Arai, nageur japonais († 19 juillet 1944).
- 11 août : Kaname Harada, as de l'aviation japonais de la Seconde Guerre mondiale († 3 mai 2016).
- 13 août : 
  - Alfred Chupin, homme politique français († 26 juillet 2021).
  - George Mendenhall, écrivain américain, professeur émérite de l'université du Michigan († 5 août 2016).
- 20 août : 
  - Bernard Archard, acteur et metteur en scène anglais († 1er mai 2008).
  - Tatevik Sazandarian, chanteuse d'opéra arménienne († 6 octobre 1999).
- 21 août :
  - Geoffrey Keen, acteur britannique († 3 novembre 2005).
  - Jean Lauer, footballeur français († 27 novembre 1995).
- 24 août : Léo Ferré, musicien, poète et chanteur français († 14 juillet 1993).
- 26 août : August Prosenik, coureur cycliste yougoslave († 22 juillet 1975).
- 27 août :
  - Pierre Nocca, sculpteur français († 15 février 2016).
  - Robert Van Eenaeme, coureur cycliste belge († 8 mars 1959).
- 28 août :
  - Louis Faurer, photographe américain († 2 mars 2001).
  - Jack Vance, auteur américain de science-fiction († 26 mai 2013).
- 29 août : Luther Davis, scénariste et acteur de théâtre américain († 29 juillet 2008).
- 31 août : Neagu Djuvara, historien et diplomate roumain et français († 25 janvier 2018).

## Septembre
- 1er septembre : Pruden, footballeur espagnol († 25 février 1998).
- 3 septembre :
  - Lila De Nobili, peintre et créatrice de costumes et de décors d'opéra italienne († 19 février 2002).
  - Helmut Sinn, pilote et entrepreneur allemand († 14 février 2018).
- 5 septembre : Frank Shuster, acteur et scénariste canadien († 13 janvier 2002).
- 10 septembre : André Morel, officier marinier, compagnon de la Libération († 17 septembre 1979).
- 11 septembre : Ed Sabol, réalisateur de cinéma américain († 9 février 2015).
- 12 septembre : Ed Binns, acteur américain († 4 décembre 1990).
- 13 septembre : Roald Dahl, écrivain britannique († 23 novembre 1990).
- 14 septembre : Luis Corvalán, homme politique chilien († 21 juillet 2010).
- 16 septembre : Elio Bertocchi, coureur cycliste italien († 27 août 1971).
- 18 septembre :
  - Maurice Denis, homme politique belge († 25 octobre 1978).
  - Vivienne Goonewardene, femme politique srilankaise († 3 octobre 1996).
- 19 septembre : Clod'aria, poétesse française († 12 mai 2015).
- 20 septembre : José Albuquerque, coureur cycliste portugais († 5 janvier 1963).
- 21 septembre :
  - Françoise Giroud, journaliste, écrivaine et femme politique († 19 janvier 2003).
  - Hans Ulrich Saas, peintre suisse († 15 octobre 1997).
- 28 septembre : Peter Finch, acteur austro-britanno-américain  († 14 janvier 1977).
- 30 septembre : Richard Guy, mathématicien britannique († 9 mars 2020).

## Octobre

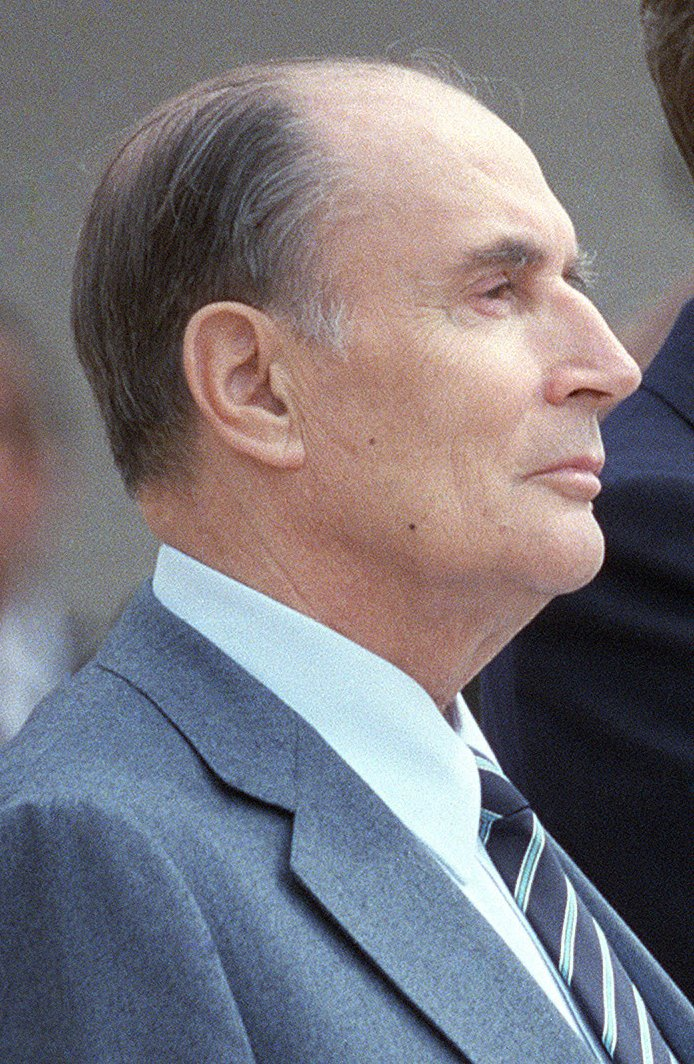
François Mitterrand

- 1er octobre : Rosamond Bernier, journaliste américaine († 9 novembre 2016).
- 2 octobre :
  - Alfred Califice, homme politique belge († 10 mars 1999).
  - Ángel Suquía Goicoechea, cardinal espagnol, archevêque de Madrid († 13 juillet 2006).
- 3 octobre :
  - Arnold Deraeymaeker, joueur et entraîneur de football belge († 11 avril 1987).
  - James Herriot, vétérinaire et écrivain britannique († 23 février 1995).
- 4 octobre : Anton Rupert, homme d'affaires († 18 janvier 2006).
- 7 octobre : Harry Snell, coureur cycliste suédois († 8 mai 1985).
- 10 octobre : Bernard Heuvelmans, cryptozoologue belge († 22 août 2001).
- 13 octobre : Henri Schaerrer, officier et résistant français († 13 novembre 1941).
- 15 octobre : Hassan Gouled Aptidon, homme politique français († 21 novembre 2006).
- 17 octobre :
  - José López Rega, homme politique argentin († 9 juin 1989).
  - Andrée Pollier, peintre française († 10 avril 2009).
  - Friedrich Schoenfelder, acteur allemand († 14 août 2011).
- 18 octobre : Jean-Yves Couliou, peintre français († 1995).
- 21 octobre : Gabriele Pescatore, juriste italien († 6 juillet 2016).
- 22 octobre : Harry Brophy, joueur et entraîneur de football anglais († 6 novembre 1996).
- 25 octobre : Thérèse Kleindienst, bibliothécaire française († 3 juillet 2018).
- 26 octobre :
  - François Mitterrand, homme politique français, président de la République de 1981 à 1995 († 8 janvier 1996).
  - Vivian Nathan, actrice américaine († 3 avril 2015).
- 28 octobre : Simon Pierre Tchoungui, médecin et homme d'État camerounais († 23 juillet 1997).
- 29 octobre : Jerzy Pietrkiewicz, écrivain, poète, traducteur et historien de la littérature polonais († 26 octobre 2007).

## Novembre
- 2 novembre : Fred Bourguignon, peintre et poète français († 17 mars 2008).
- 4 novembre : Walter Cronkite, journaliste américain († 17 juillet 2009).
- 6 novembre : Christian Frain de la Gaulayrie, peintre postimpressionniste français († 29 mars 1989).
- 7 novembre : Mihai Șora, philosophe roumain († 25 février 2023).
- 9 novembre : 
  - Elena Bozán, actrice et meneuse de revue argentine († 1963).
  - Bull Allen, militaire australien († 11 mai 1982).
- 10 novembre : Louis le Brocquy, peintre irlandais († 25 avril 2012).
- 12 novembre : Liam Dunn, acteur américain († 11 avril 1976).
- 16 novembre : Daws Butler, acteur et scénariste américain († 18 mai 1988).
- 21 novembre : Nadya Nozharova, actrice bulgare († 18 avril 2014).
- 23 novembre :
  - Michael Gough, acteur britannique († 17 mars 2011).
  - Vilmo Gibello, peintre italien († 17 septembre 2013).
- 26 novembre : Peggy Batchelor, actrice britannique († 18 juillet 2020).
- 27 novembre : Chick Hearn, commentateur sportif américain († 5 août 2002).
- 29 novembre : Valentino Bucchi, compositeur et enseignant italien († 8 mai 1976).
- 30 novembre : 
  - Richard Gedopt, footballeur belge († 25 février 2012).
  - Jack Gwillim, acteur anglais († 29 janvier 1976).
  - Issaï Kouznetsov, dramaturge et scénariste soviétique († 28 juillet 2010).

## Décembre
- 1er décembre :
  - Francisco Ribas, footballeur espagnol († 22 janvier 2009).
  - Wan Li, homme politique chinois († 15 juillet 2015).
- 2 décembre : John Bentley, acteur britannique († 13 août 2009).
- 3 décembre :
  - Roger Le Nizerhy, coureur cycliste français († 28 janvier 1999).
  - Salvador Moreno Manzano, compositeur, historien de l'art et peintre mexicain († 7 juin 1999).
- 5 décembre : Michel Mondésert, évêque catholique français, évêque auxiliaire de Grenoble († 16 avril 2009).
- 6 décembre :
  - Lomer Brisson, homme politique fédéral provenant du Québec († 5 janvier 1981)
  - Kristján Eldjárn, homme politique islandais († 14 septembre 1982).
- 7 décembre : John G. Morris, éditeur de photographies américain († 28 juillet 2017).
- 8 décembre : Richard Fleischer, réalisateur américain († 25 mars 2006).
- 9 décembre : Kirk Douglas, acteur américain († 5 février 2020).
- 10 décembre : John Lloyd Waddy, pilote de chasse puis homme politique australien († 11 septembre 1987).
- 11 décembre : Pérez Prado, compositeur, musicien et chef d'orchestre cubain († 14 septembre 1989).
- 12 décembre : Samouil Joukhovitski, joueur d'échecs soviétique puis russe († 29 octobre 2016).
- 16 décembre :
  - Jean Carignan, violoneux québécois († 16 février 1988).
  - Claude Rostain, diplomate français et viguier d'Andorre († 10 février 2015).
- 17 décembre : Toon Hermans, chanteur, cabaretier, poète, peintre et dessinateur néerlandais († 22 avril 2000).
- 18 décembre : Franciszek Kornicki, pilote de chasse polonais († 16 novembre 2017).
- 20 décembre : Michel Chartrand, syndicaliste québécois († 12 avril 2010).
- 21 décembre : Arsène Tchakarian, résistant et historien français d'origine arménienne († 4 août 2018).
- 23 décembre : Arpenik Nalbandyan, peintre russe puis soviétique († 17 mai 1964).
- 25 décembre :
  - Ahmed Ben Bella, homme d'État et footballeur algérien († 11 avril 2012).
  - Edward Burnham, acteur de cinéma et de théâtre britannique († 30 juin 2015).
- 28 décembre : Guy Lapébie, coureur cycliste français († 8 mars 2010).
- 31 décembre :
  - Helen Eustis, romancière et traductrice américaine († 11 janvier 2015).
  - Ítalo Luder, avocat et homme politique argentin († 25 mai 2008).

## Date précise inconnue
- Thierno Abdourahmane Bah, écrivain, poète, théologien musulman et personnalité politique peul († 22 septembre 2013).
- Chen Chuanxi, compositeur, et chef-d'orchestre chinois († 27 janvier 2012).
- Hisako Koyama, astronome amateur japonaise († 1997).
- Michał Rozenfeld, résistant juif polonais, combattant dans l’insurrection du ghetto de Varsovie († 2 septembre 1943).
- Włodzimierz Zakrzewski, peintre et affichiste polonais († 1992).